# Musée de Préhistoire libanaise
Le musée de Préhistoire libanaise est un musée situé à l'université Saint-Joseph de Beyrouth, au Liban. Il a ouvert au public en 2000.

## Description
Le musée présente une collection de fossiles animaux et humains, de poteries néolithiques, d'outils lithiques et autres objets archéologiques, mis au jour sur plus de 400 sites archaéologiques du Liban depuis le XIXe siècle. Les collections n'étaient accessibles qu'aux spécialistes jusqu'en 2000.
Le musée occupe une surface totale de 350 m2 sur deux niveaux. Le niveau supérieur est consacré aux outils lithiques, tandis que le rez-de-chaussée illustre la vie des chasseurs-cueilleurs. La Révolution néolithique et la domestication des animaux sont des thèmes clés du musée, qui propose de nombreux panneaux pédagogiques ainsi que différents fossiles et outils lithiques de cette période, notamment des outils agricoles, lames, faucilles, un pic, une hache et une meule à broyer le grain. Des dioramas et bornes interactives forment des étapes thématiques, qui proposent parfois de rapprocher les outils néolithiques de leurs équivalents modernes afin de faciliter leur compréhension. Une zone présente les étapes de la production agricole, du labourage jusqu'à la production de pain. 
Des outils en os et un andouiller, trouvés dans la grotte d'Antélias (Sables de Beyrouth), illustrent le développement technique des habitants préhistoriques de la région. La chasse est illustrée par des panneaux qui reconstituent des armes telles que lances et flèches, en compagnie d'éléments de faune anciens issus de sites explorés par les pères jésuites.
La projection d'un documentaire en français et en arabe, intitulé Le Liban dans la Préhistoire, est également proposé aux visiteurs.

## Directeurs
- Lévon Nordiguian, de 2000 à 2014
- Maya Haïdar-Boustani